# 阿拉伯联合酋长国女性
近年来，阿拉伯联合酋长国对女性采取了一些法律保护措施。2008-2009年，阿联酋女性中有21％是劳动力的一部分，而科威特女性中有45％是劳动力的一部分。
一些法律继续歧视阿联酋女性。阿联酋妇女必须获得“男性监护人”的许可才能再婚。该要求源自伊斯蘭教法，自2005年以来一直是联邦法律。

## 历史
自从发现石油以来，阿联酋妇女在社会中的作用逐渐扩大。在1960年以前，她们在家庭领域之外的机会很少。1990年代初，有五个妇女协会促进解决各种对妇女重要的问题，包括識字和健康。
2002年，政府为女性建立了一个官方商业网络系统，以克服女性之间缺乏网络联系的问题。该系统目前有12,000名成员，投资资本超过68.1亿美元。

## 就业机会
2006年，只有不到20％的阿联酋女性是国家劳动力的一部分。在海湾合作委员会（GCC）工作的当地女性中，阿联酋所占比例是第二低的。2008-2009年，只有21％的阿联酋女性属于国家劳动力。在海湾合作委员会（包括侨民女性）中，阿联酋的女性劳动力参与率最高。但是，科威特在海湾合作委员会中的当地女性劳动力参与率最高，因为超过45％的科威特女性是国家劳动力的一部分。在拥有9年历史的阿布扎比证券交易所，女性占其投资者的43％，而该市的女企业家协会拥有14,000名会员。在阿联酋妇女中最重要的女性是Sheikha Lubna bint Khalid bin Sultan al Qasimi，她于2004年11月被任命为经济和计划部长，随后被提升为外贸部长。Sheikha Lubna是该国第一位担任部长职务的女性。她的努力使她跻身《福布斯》“100位最有权势的女性”之列。

## 迪拜妇女机构
由Shaikha Manal bint Mohammed bin Rashid Al Maktoum殿下领导的迪拜妇女机构（DWE）是阿联酋第一个支持并关注女性劳动力的政府机构。主要目标是通过不同的手段和工具，提高阿联酋妇女的国家劳动人口参与率。他们关注国际报告和排名，并监测阿联酋的排名和增长，以期对全球竞争报告和性别差距报告产生积极影响。迪拜妇女机构参与了迪拜和其他酋长国与妇女有关的法规研究，政策建议和启动工作，并参加了网络活动和论坛，并致力于定制发展项目和方案。DWE的影响包括在各个组织中建立了六个现场儿童托儿所，这提高了女性保留率降低了离职率以及“董事会中的女性”倡议，其中特别关注了增加阿联酋女性在董事会中的代表人数。

## 阿拉伯女性领导论坛
阿拉伯女性领导论坛于2014年11月举行，由阿联酋副总统兼总理，迪拜统治者穆罕默德·本·拉希德·阿勒马克图姆殿下主持。这个为期两天的论坛集中讨论了竞争力以及女性如何为国家的排名和增长做出贡献的议题。

## 政治与政府
在公共部门中，阿联酋妇女的政府就业增长率在1995年有11.6％，2005年有22％，2007年6月有66％。2008年9月，Hissa Al-Otaiba博士和Sheikha Najla Al-Qasimi博士成为阿联酋第一批女性大使，分别驻西班牙和瑞典。
阿联酋成为仅次于埃及的第二个拥有女性婚姻登记官的阿拉伯国家。到2006年，女性已占联邦国民议会人数的22％以上。阿联酋国务大臣是Reem Al Hashimi，她是第一位担任这一职务的女性。
阿联酋妇女必须获得男性监护人的许可才能再婚，该要求源自伊斯兰教法，自2005年以来一直是联邦法律。在所有酋长国，穆斯林妇女嫁给非穆斯林都是非法的。在阿联酋，穆斯林妇女与非穆斯林男子之间的婚姻会受到法律制裁，因为这被认为是“通奸”的一种形式。

## 教育
2007年关于阿联酋千年发展目标进展的报告指出：“女性在高等教育中的比例以世界上任何其他国家所没有的速度显著增长。在1990年至2004年期间，女大学生的数量已增长至男学生的两倍。这是国家和家庭对妇女教育的促进和鼓励的结果。”高中毕业后，阿联酋95％的女性继续接受高等教育，占艾因国立大学学生人数的75％。在阿联酋，大学毕业生中女性占70％。根据迪拜女子学院的资料，其2,300名学生中有50-60％的人毕业后便开始找工作。